# 沙瑟拉勒山
47°07′59″N 7°03′34″E / 47.13306°N 7.05944°E

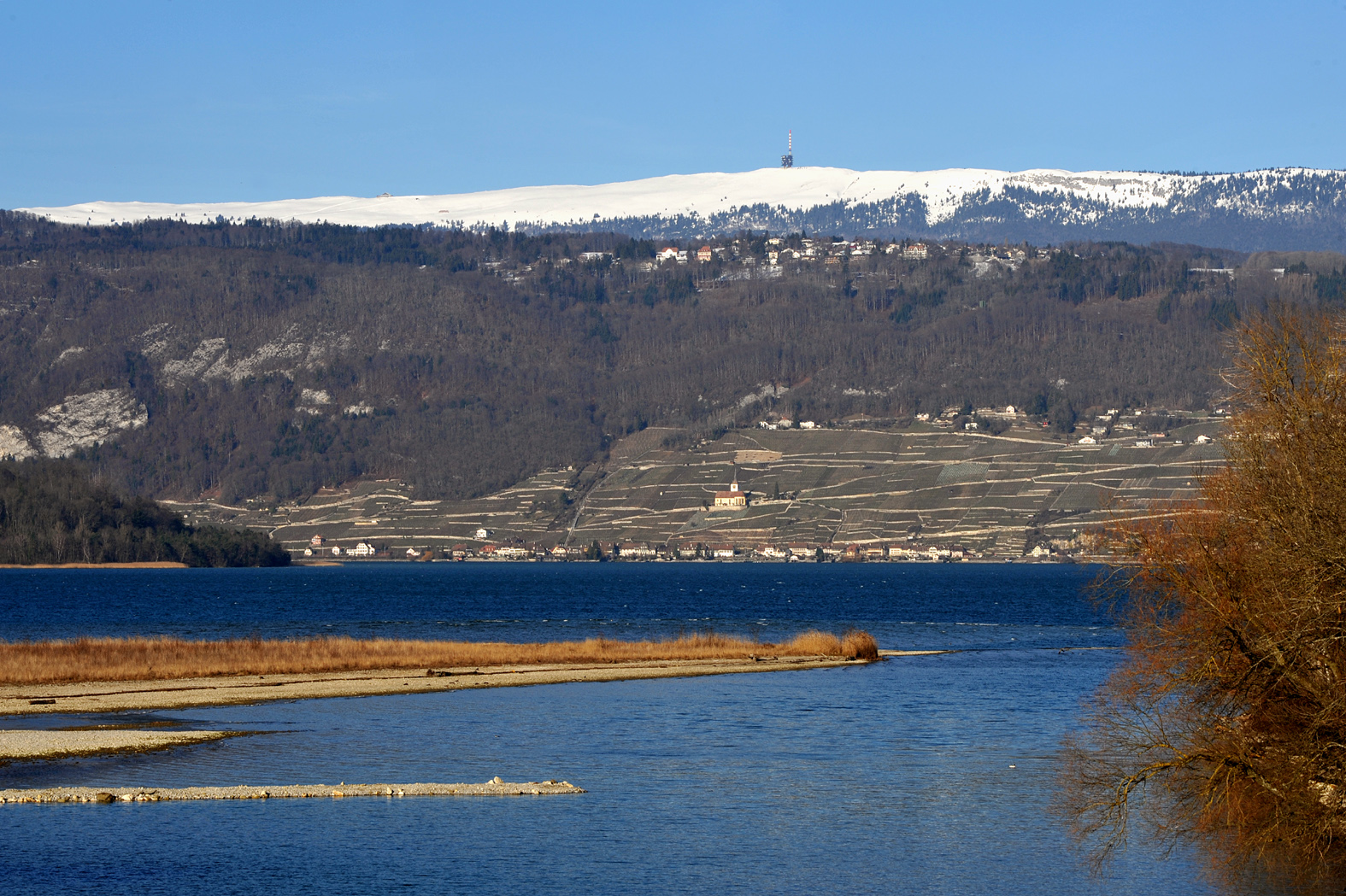

沙瑟拉勒山（法語：Chasseral）是瑞士伯恩州的山峰，位於該國中西部，屬於汝拉山的一部分，俯瞰比爾湖，海拔高度1,606米，每年平均降雨量1,618毫米。